# Epipremnum giganteum
Epipremnum giganteum — квіткова рослина, що належить до роду Epipremnum і родини Araceae.
Рідним ареалом цього виду є Камбоджа, Малая, М'янма, Таїланд, В'єтнам, Сингапур.
Це ліана, що росте переважно у вологому тропічному біомі.

## Опис
Він відомий своїми великими стеблами та листям. Стебла можуть виростати до 10–35 мм в діаметрі, а листя 30–91 см в довжину і 15–23 см в ширину. Листя характеризуються шкірястою текстурою та помітним смугастим жилкуванням. Відомо, що рослина регулярно цвіте порівняно з іншими видами Epipremnum; суцвіття насичено-золотисто-жовті, поодинокі.